# Club Social y Sportivo Buenos Aires
O Club Sportivo Buenos Aires é um clube de futebol argentino da cidade de Buenos Aires.

## História
Nasceu da fusão dos clubes, Buenos Aires Isla Maciel e Club Sportivo Argentino. Sendo que a fundação em 1º de fevereiro de 1918, mas por embargo da documentação oficial do Club Sportivo Buenos Aires, sempre figurou como a fundação em 19 de outubro de 1910,  que era a fundação do Buenos Aires Isla Maciel.
Estava localizado em 1927 em Olavarria, 639 em Buenos Aires. Posuía camisas azul e branco com listas verticais. Mandava seus jogos no Geral Rivas e rua (do Isla Maciel) e a partir de de 1923 no Vale e Aristóbulo Gaboto (antigo estádio do River Plate).
Em 1º de maio de 1931 se torna co Club Social e Sportivo Buenos Aires, que nasce de uma cisão de Boca Juniors com o Club Social Buenos Aires (resultado da fusão de Club Sportivo Belgrano com o Club Villa Real, ocorrida en 1923.

## Estádios
- Geral Rivas
- Aristóbulo del Valle y Gaboto

## Informação
Este clube, foi o que participou do primeira partida de futebol realizada a noite na cidade de São Paulo, na Chácara da Floresta em 28 de março de 1930, jogo realizado contra o São Paulo FC que terminou com vitória do São Paulo por 8 a 1.